# Channallabes
Channallabes — рід риб родини Кларієві ряду сомоподібних. Має 6 видів.

## Опис
Загальна довжина представників цього роду коливається від 14 до 40 см. Голова витягнута. Очі маленькі. Мають 3 пари вусиків, що розташовані біля рила та на нижній щелепі. Тулуб подовжений, змієподібний. Спинний, грудні та черевні плавці витягнуті, з короткою основою. Хвостовий плавець довгий, закруглений.
Забарвлення строкате, складається з сірого та білого кольорів з різними відтінками.

## Спосіб життя
Зустрічаються лише в стоячих, брудних і митних водоймах. Утворюють невеличкі косяки. Здатні переповзати суходолом з водойми до водойми. Активні вночі. Вдень ховаються у печерках, серед каміння або під корчами. Живляться водними безхребетними.

## Розповсюдження
Це африканські соми. Поширені в басейні річок Конго, Івідо, Мбесі і Огове.

## Види
- Channallabes alvarezi
- Channallabes apus
- Channallabes longicaudatus
- Channallabes ogooensis
- Channallabes sanghaensis
- Channallabes teugelsi

## Тримання в акваріумі
Потрібно акваріум від 100—150 літрів. На дно насипають дрібний пісок сірого кольору. Зверху треба розсипати пару жмень дрібної гальки. Дальня частина водойми повинна являти собою суцільну мережу схованок у вигляді печерок з каміння. Як укриття можна використовувати й великі розлогі корчі, під якими соми будуть ховатися в денний час. Риби цього роду не конфліктні. Містять їх групою від 5 особин. Нерідко вся група сомів ділять одне укриття на всіх. Сусідами можуть бути мирні риби верхніх і середніх шарів — харацинові. Їдять соми будь-який живий корм. Без проблем беруть замінник живого — шматочки риби, креветки, мідії. Байдужі до сухого корму. З технічних засобів знадобиться малопотужний внутрішній фільтр для створення слабкої течії. Обходитися можна без аерації. Температура тримання повинна становити 22-25 °C.